# Metalorryia
Metalorryia är ett släkte av spindeldjur som beskrevs av André 1980. Metalorryia ingår i familjen Tydeidae.
Släktet innehåller bara arten Metalorryia armaghensis.